# Liste der Premierminister von Nunavut
Diese Liste führt die Premierminister (engl. premier) des kanadischen Territoriums Nunavut seit dessen Gründung am 1. April 1999 auf.
In Nunavut wurde das Modell einer Konsensdemokratie eingeführt. Das Territorium besitzt ein Einkammernparlament, deren Mitglieder Repräsentanten ihrer Gemeinden und nicht die politischer Parteien sind. Von den Abgeordneten wird in geheimer Wahl aus ihren Reihen die Territorialregierung mit dem Premierminister und weiteren sieben Ministern bestimmt.
Vor 1999 war Nunavut ein Teil der Nordwest-Territorien.

## Premierminister von Nunavut
| Premierminister      | Premierminister | Premierminister | Zeitraum                              | Wahlen (Wahlbezirk)                                                             |
| -------------------- | --------------- | --------------- | ------------------------------------- | ------------------------------------------------------------------------------- |
| Paul Okalik (2001)   | 1.              | Paul Okalik     | 5. März 1999 – 19. November 2008      | Wahl 15. Februar 1999 (Iqaluit West) Wiederwahl 16. Februar 2004 (Iqaluit West) |
| Eva Aariak (2010)    | 2.              | Eva Aariak      | 19. November 2008 – 19. November 2013 | Wahl 27. Oktober 2008 (Iqaluit Ost)                                             |
| Peter Taptuna (2014) | 3.              | Peter Taptuna   | 19. November 2013 – 21. November 2017 | Wahl 28. Oktober 2013 (Kugluktuk)                                               |
|                      | 4.              | Paul Quassa     | 21. November 2017 – 14. Juni 2018     | Wahl 30. Oktober 2017 (Aggu)                                                    |
|                      | 5.              | Joe Savikataaq  | 14. Juni 2018 – 19. November 2021     |                                                                                 |
|                      | 6.              | P.J. Akeeagok   | Seit 19. November 2021                | Wahl (Iqualuit-Niaqunnguu)                                                      |